# Arenavirusi
Arenavirusi (znanstveno ime Arenaviridae) so  družina virusov RNK, katere predstavniki zajedajo v glodavcih in so lahko patogeni tudi za človeka. 
Arenavirusi so sferični, s premerom od 110 do 130 nanometrov. Obdaja jih lipidna virusna ovojnica. Pod mikroskopom so vidni zrnati delci znotraj virusa, ki jih predstavljajo ribosomi, pridobljeni iz gostiteljevih celic. Ta značilnost je arenavirusom dala poimenovanje, saj latinska beseda arena pomeni »peskast«. Dednino arenavirusov predstavlja RNK, njihov cikel razmnoževanja pa še ni povsem pojasnjen.

## Predstavniki
Med arenaviruse spadajo virus limfocitnega horiomeningitisa, ki pri človeku povzroča limfocitni horiomeningitis, virus Lassa, ki povzroča mrzlico Lassa (uvrščamo ju med arenaviruse starega sveta) in različni virusi hemoragičnih mrzlic novega sveta (virus Junin, virus macupo, virus Sabia, virus Guanarito...).
| Virus                               | Bolezen, ki jo povzroči pri človeku | Leto odkritja |
| ----------------------------------- | ----------------------------------- | ------------- |
| Virus limfocitnega horiomeningitisa | limfocitni horiomeningitis          | 1933          |
| Virus Junin                         | argentinska hemoragična mrzlica     | 1958          |
| Virus Machupo                       | bolivijska hemoragična mrzlica      | 1963          |
| Virus Lassa                         | mrzlica Lassa                       | 1969          |
| Virus Guanarito                     | venezuelska hemoragična mrzlica     | 1989          |
| Virus Sabia                         | brazilska hemoragična mrzlica       | 1993          |
| Virus Chapare                       | hemoragična mrzlica Chapare         | 2004          |
| Virus Lujo                          | hemoragična mrzlica Lujo            | 2008          |